# 흡혈동물

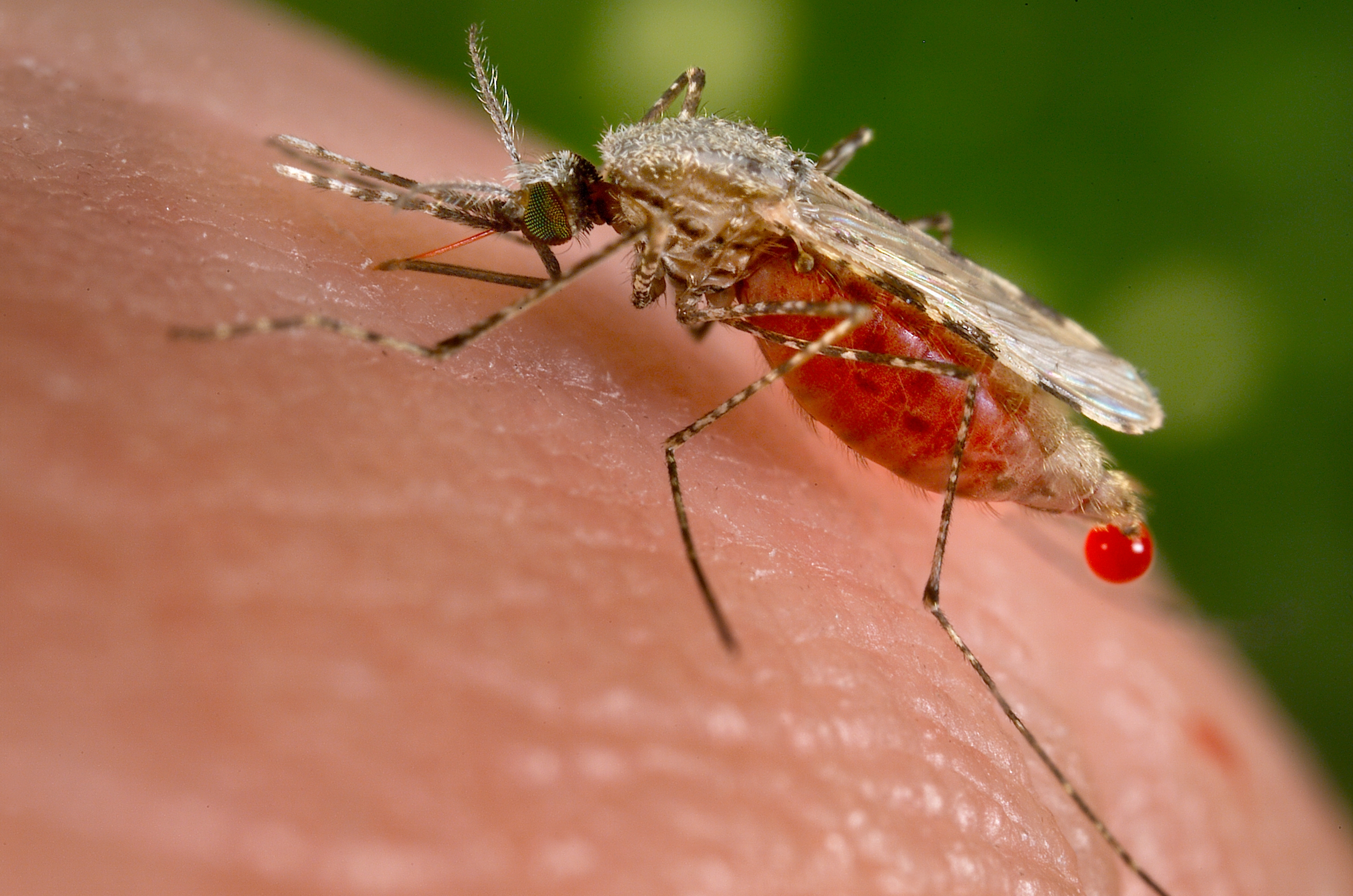

흡혈동물(吸血動物)은 인간이나 동물의 혈액을 들이마시는 동물이다. 생존을 위해서 주로 혈액만을 섭취하는 것과 생존을 위한 주식은 따로 있으면서 산란에 즈음하여 난소를 발달시키기 위해서 때때로 혈액을 빨아들이는 것이 있다.
사람을 공격하는 것중에도 사람만을 덮치는 것, 넓게는 포유류를 덮치지만 그 하나로서 사람도 덮치는 것, 우발적으로 사람을 공격하는 것이 있다. 전자는 인간의 거주 환경 가운데에 생식지를 가지는 것이 많아 위생적인 환경에서는 볼 수 없는 것이 많다. 후자는 그러한 지역에 들어갈 때 주의하면 된다.

## 개설
혈액은 영양이 풍부하는 위, 대형 동물의 몸에서는 대량으로 입수할 수 있기 때문에, 이것을 영양원으로 하는 생물이 있는 것은 이상하지 않다. 어느 의미로 소화관은 아니고 체강이나 혈액중에 생식하는 기생생물은 혈액을 영양원으로 하고 있다고 해도 좋지만, 보통 이것들은 흡혈성이라고 말하지 않는다. 또, 후크로무시와 같이 체내에 뿌리를 늘리는 것도 이렇게 부르지 않는다. 육식성의 동물은, 상대의 고기와 함께 혈액을 섭취해 수분이나 영양을 보급하고 있지만, 이것도 흡혈이라고는 부르지 않는다.
보통은 흡혈성은 사냥감의 체표면에 빨대와 같은 바늘을 찌르고 피를 빨아들이거나, 피부를 손상시켜 나온 피를 먹는 것을 가리킨다. 혈액은 혈관을 손상시키면 굳어져, 빨아낼 수 없게 되기 때문에, 이것을 저지하는 성분을 주입하는 것이 보통이다. 그 성분에 대한 알레르기 반응 등에서 그 부위가 가려워지거나 붓거나 하는 예가 많다.
공격대상이 되는 동물에서 보면, 흡혈성 동물은 싫은 상대이다. 이것은 인간 뿐만이 아니라, 예를 들어 사슴은 아브에 찔리면 가능한 한 이것을 잡아 먹어 버린다고 한다. 사람의 체모가 얇아진 것은 흡혈성 동물을 잡기 쉽고, 꼬이기 어렵게 하기 위한 적응이었다는 설이 있다.
그 이상으로, 흡혈동물은, 혈액을 빨아들여 그 종의 동물 개체간을 이동할 가능성이 있으므로, 그 체내에 기생하는 기생 생물에게서는, 숙주 사이 이동을 위한 수단으로서 이용할 수 있다. 그 때문에, 흡혈동물을 개입시켜 감염하는 기생 생물은 적지 않다. 그것이 병원체의 경우, 흡혈동물을 개입시켜 감염이 퍼지므로, 그러한 흡혈동물을 벡터라고 한다. 모기는 열대 지방에서 많은 전염병의 벡터로서 일하고 있다. 이러한 관점으로부터도, 흡혈동물을 일반적으로 위생해충의 하나로 본다.

## 생활의 형태
피를 빨아들이는 동물에는 공격 대상의 동물의 바로 옆에 상주하는 것과 먼 장소에서 공격 대상을 찾아 오는 것이 있다. 예를 들면 모기나 아브는 전자이다. 후자에도 몇 가지 형태가 있어, 빈대는 인가나 동물의 소내에 있고, 그 동물이 거기로 돌아왔을 때에 흡혈을 위해서 접근한다. 벼룩이나 이는 항상 동물의 체표에 있고, 필요에 따라서 흡혈한다. 또 진드기의 경우에는 체표상에서 주둥이를 피부에 찔러 고착한다. 벼룩이나 이, 진드기와 같은 형태는 외부기생충이라고 한다. 모래벼룩 암컷은 피부에 고착하면, 점차 피부에 덮혀 내부 기생적으로 된다. 완전하게 체강이나 혈관중에 침입하는 기생충은 이미 흡혈 동물이라고는 말하지 않는다.
또, 상시 혈액을 영양으로 하는 것, 산란 등 특수한 영양을 필요로 할 때 흡혈하는 것이 있다. 모기는 후자의 대표로, 산란을 위해서는 혈액을 필요로 한다. 다만, 치카이에카는 피를 빨아들이지 않아도 약간은 산란할 수 있어 이것이 이런 종류의 방어를 곤란하게 하는 면이 있다. 또, 생활사가 있을 단계에게만 흡혈을 필요로 하는 것도 있다. 진드기는 약충의 단계에서 쥐의 피를 빨아들여, 성충은 지표에서 미소 곤충 등을 포식한다.

## 우발적인 흡혈
평상시는 다른 동물의 피를 빨아들이다가, 우연히 또다른 동물의 피를 빨아들인다는 예도 있다. 이것이 문제가 되는 것은 당연히 사람이 공격 대상이 되는 경우이다. 어디서 무엇에 공격을 받을지 알 필요가 있기 때문이다.
우발적이라고 해도 여러 가지 예가 있다. 평상시는 사람을 덮치지 않는다고 해도, 그것은 만나지 않는 것뿐인 것도 있다. 예를 들어 산속에 있는 아브나 야마힐은 이것에 해당된다. 이것들은 빈도의 문제만으로, 사람을 공격 대상에서 제외하고 있는 것은 아니다.
벼룩이나 이는 사람에 전문적으로 기생하는 협식성의 종이 있어, 다른 동물, 예를 들어 개나 고양이에도 같은 일을 말할 수 있다. 이러한 경우, 각각의 생활사를 완수하려면 각각의 정해진 숙주가 필요하게 되지만, 벼룩의 경우에는 이러한 제약은 비교적 느슨하고, 일시적으로는 다른 종의 혈액도 이용 가능하거나 번식도 가능한 것이 적지 않다. 그 때문에 고양이 벼룩에 사람이 피를 빨아들여지는 예는 드물지 않다. 이것도 우발적인 흡혈이다. 이의 경우에는 본래의 숙주 이외로의 번식은커녕, 흡혈조차 거의 불가능하다는 것이 통례이므로 우발적인 흡혈은 거의 없다고 말해도 좋다.
사람에게서 보다 우발성 높은 흡혈 피해는, 본래는 척추동물로부터의 흡혈을 실시하지 않는 것이 그것을 실시하는 경우이다. 예를 들어 손톱 진드기는 포식성의 진드기이며, 가루 진드기 등에 붙어 체액을 흡수해 생활한다. 그런데, 이것이 사람에 붙는 것이 적지 않고, 현저한 피해가 나온다. 이 진드기 종류는 나비 에벌레 등의 곤충으로부터 흡혈해 생활사를 완수하는 진드기이지만, 도고안에 잠복한 메이가의 유충 등에서 번식한 것이, 역시 사람으로부터 우발적으로 체액을 들이마시려는 일이 있어, 손톱 진드기 이상의 격렬한 증상을 일으킨다.
한층 더 이상한 것은, 원래 식육성조차 아닌 예이다. 벼의 해충으로서 유명한 트마그로요코바이는 밤에 빛으로 모이므로, 인가에도 자주 침입하지만, 이것이 사람의 피부에 뛰어 이동했을 때에, 적지 않은 빈도로 식물에 머물 때와 같이 말투를 피부에 꽂아 구침을 삽입한다. 이러한 행동은 다른 요코바이류나 운카류에서도 볼 수 있어 자주 아픔이나 격렬한 가려움을 일으킨다.

## 흡혈동물들의 예

### 환형동물
거머리
지소·삼림·바다 등의 물가에서 생활한다. 자웅동체로, 많은 것은 연체동물이나 지렁이 등 다른 작은 동물을 포식하지만, 일부 어류, 양서류, 포유류 같은 척추동물로부터 흡혈하는 것이 알려져 있다. 상처를 무리하게 벗기면, 조직이 피부에 남아, 가려움이 남기도 한다.

### 절족동물들

#### 산란을 위해서만 흡혈하는 것
모기
무엇보다 친밀한 흡혈생물. 그들의 주식은 과즙이나 꽃의 꿀이며, 암컷이 산란기에 단백질의 섭취를 위해서 피를 빨아들인다. 흡혈행위는 암컷만이 실시한다. 모기떼는 수컷이 모인 것이므로, 모기떼에게 돌진해 찔린 기억이 있는 사람은 적을 것이다.
* 등에
* 파리매
* 소등에

#### 생활을 위해서 흡혈하는 것
빈대
인간이나 박쥐를 공격.
벼룩
사람벼룩이나 고양이벼룩은 사람에도 기생해 흡혈한다. 쥐벼룩은 페스트를 매개. 이러한 종은 그 외 여러 가지 포유류에도 기생.
이, 머릿니, 이목 (동물), 사면발니
여러 가지 포유류에 기생, 종마다 숙주나 공격 부위가 다르다.
파리목
침파리나 체체파리 등.
진드기아강
진드기 종류는 넓게 포유류나 파충류, 조류를 공격, 한 번 붙으면 떨어지지 않는다. 진드기아강·와크모는 쥐 등의 피를 빨아들여, 때때로 사람의 피를 빨아들이러 온다. 이진드기·손톱진드기 등은 식충성이면서 우발적으로 공격. 털진드기과는 유충이 쥐의 피부를 녹인 후 그 체액을 빨아들이며, 우발적으로 사람을 공격·쯔쯔가무시증을 매개함.
나비 (워지라미)

### 척삭동물
치스이 박쥐
중남미에 생식해, 동물의 혈액을 섭식하는 박쥐. 혈액으로 식사를 섭취하는 박쥐는 세계에 3종 확인되고 있지만, 2종은 조류의 혈액을 섭식하기 때문에, 포유동물로부터 흡혈하는 유일한 종. 흡혈귀의 화신이라고 하면 박쥐이지만, 대부분의 박쥐는, 벌레를 먹거나 꽃의 꿀을 들이마시는 것뿐으로, 피를 빨아들이지 않는다. 흡혈귀의 화신으로서의 박쥐상이 일반화한 것은 근대 이후의 문예 작품이나 영화의 영향이 강하고, 전통적인 것은 아니다. 주로 가축의 다리 등에 면도칼과 같은 앞니로 상처를 입혀 상처로 다른 흡혈동물과 같이 혈액의 응고를 타액의 성분으로 막으면서, 혀가 핥는다. 이미 타개체가 흡혈을 위해서 입힌 상처를 차례차례로 이용하기 때문에, 박쥐의 개체에 비해 입혀지는 상처는 그만큼 많지 않다.
부리가 뾰족한 핀치 (흡혈 핀치)
갈라파고스 제도 북서단의 월프섬에 생식하는, 다윈의 핀치의 일종. 원래 식물 식성이었지만, 같은 섬에 사는 카트오드리의 날개의 밑을 쿡쿡 찔러, 흘러나온 혈액을 빨아들인다. 조류 거위류의 혈액을 먹이로 하는 유일한 예로 여겨진다.
칠성장어

## 사람을 공격하는 동물 및 곤충들

### 환형동물
거머리
사람의 피를 빨아들이는 것은 여러 종류에 한정된다. 일본에서는 논 등의 치스이빌과과 육생의 야마빌이 그 대표이다.

### 절족동물들
모기
타액에 혈액의 응고를 막는 물질 등 흡혈을 용이하게 하는 여러 가지 생리활성물질이 포함되어 있고, 이것이 면역 응답을 일으키는 등 가려움의 원인이 된다. 열대 지역 뿐만 아니라, 온대에서도 말라리아나 많은 열병의 매개원이 되는 생물이기도 하다.
* 등에
* 파리매
* 소등에
빈대
인간만을 공격. 현재의 한국에서는 거의 발견 불가능.
벼룩
사람벼룩은 인간 전용. 고양이나 개의 벼룩은 우발적으로 공격. 쥐벼룩은 페스트를 매개.
이, 머릿니, 이목 (동물), 사면발니
삼종 있어, 모두 인간 전용으로, 종마다 공격 부위가 다르다. 코로모지라미가 발진티푸스를 매개.
진드기아강
진드기 종류는 넓게 포유류를 공격, 한 번 붙으면 떨어지지 않는다. 진드기아강은 때때로 피를 빨아들이러 온다. 이 진드기·손톱 진드기 등은 우발적으로 공격. 털진드기과는 유충이 우발 공격·쓰쓰가무시증을 매개.
파리목
침파리나 체체파리 등.

### 척삭동물
흡혈박쥐
기본적으로 인간을 덮치지 않지만, 드물게 아마존의 정글에서는 광견병에 감염된 치스이 박쥐가 사람을 덮쳐, 광견병의 감염 때문에 사망하는 사건이 일어난다. 페루에서는 2004년 여름 이후, 1000명에서 2000명이 광견병의 치스이 박쥐에 물려 동년 9월부터 다음 2005년 2월까지 적어도 11명이 사망했다.
부리가 뾰족한 핀치

## 전승상의 흡혈생물
- 추파카브라

## 같이 보기
- 추파카브라
- 자연 숙주
- 인수공통감염병